# Даньково (Смоленская область)
Даньково — деревня в Смоленской области России, в Починковском районе. Расположена в центральной части области в 9 км к югу от Починка, у автодороги А141 Орёл — Витебск на правом берегу реки Свеча. Население — 752 жителя (2007 год). Административный центр Даньковского сельского поселения.

## История
Первое упоминание (1654 год) связано с переходом на службу Российскому государству представителей Смоленской шляхты, обусловленным освобождением Смоленска от владычества Речи Посполитой. Даньково во владении Юрия Швейковского. В 1719 с постройкой церкви деревня становится селом. В середине XVIII века село перешло во владение к Марии Швейковской, в замужестве Добровольской. В середине XIX века в селе 30 дворов и 563 жителя. В 1860 году построена новая церковь. В этом же году открыта школа. С 1887 по 1920 год в селе (в новой усадьбе) жил и работал В. Н. Добровольский — выдающийся ученый, просветитель, лингвист, краевед-этнограф и собиратель устного народного творчества. В гостях у Добровольского бывали такие известные люди как А. А. Шахматов, академик Н. В. Щерба, музыкальный деятель, хормейстер Большого императорского театра Н. Д. Бер и др. Добровольский трагически погиб в ночь с 7 на 8 мая 1920 года (по пути из Смоленска в Даньково с хлебным обозом, попал под обстрел банды). Похоронен в Даньково. На могиле установлено железобетонное надгробие в виде развернутой книги с барельефом.